# Literaturoper
Die Literaturoper (oder Literatur-Oper) ist ein von Edgar Istel geprägter Begriff und beschreibt das im 20. Jahrhundert entstandene Genre der Oper, bei dem bereits bestehende Bühnenwerke des Theaters ohne wesentliche Veränderungen – allenfalls Kürzungen – in Musik gesetzt werden. Die noch bis circa 1980 übliche erweiterte Verwendung des Begriffes „Literaturoper“ auch für Opernlibretti auf der Basis literarisch bedeutsamer Dramen, Romane und Erzählungen ist durch die jüngere Forschung zur Geschichte des Opernlibrettos überholt worden, da ein Rückgriff auf literarische Stoffe der Vergangenheit die Librettogeschichte seit der Entstehung der Gattung Oper generell geprägt hatte.

## Definition
Nach einer neueren Definition von Hans-Gerd Winter und Peter Petersen bedeutet der Terminus „Literaturoper“ „eine Sonderform des Musiktheaters, bei der das Libretto auf einem literarischen Werk basiert, dessen sprachliche, semantische und ästhetische Struktur in dem musikalisch-dramatischen Werk als Strukturschicht kenntlich bleibt.“ Istel lehnte die Literaturoper als eine untaugliche Notlösung ab.

## Geschichte
Die Literaturoper setzte sich im europäischen Opernschaffen erst durch, als mit Richard Wagner und der von ihm entwickelten durchkomponierten dramatischen Großform die Konventionen der Versmetrik für die Form eines Libretto-Textes schwanden und gleichzeitig die Personalunion von Librettodichter und Komponist als neue Norm der Opernproduktion erschien. Gerade im Bereich der romanischen Sprachen wurde der alliterierende Vers in Wagners Ring des Nibelungen als Prosatext wahrgenommen, da die silbenzählende Versmetrik im Französischen, Italienischen, Spanischen und Portugiesischen den konsonantischen Anlaut der germanischen Sprachen nicht als Verselement verstehen konnte. Da die Produktion von Literaturopern die Gestalt des Librettisten potentiell überflüssig macht, konnte sich die Gattung zuerst in denjenigen Opernkulturen durchsetzen, in denen die professionelle Librettistik noch nicht über eine lange Tradition verfügte (Russland, Deutschland). In der Geschichte der französischen und russischen Musik des 19. Jahrhunderts finden sich erste Beispiele für dieses dramaturgische Verfahren. Zu den ersten Literaturopern der europäischen Operngeschichte zählen  Alexander Dargomyschskis Oper Der steinerne Gast (nach Puschkin) sowie Modest Mussorgskis Opernfragment Die Heirat und sein Boris Godunow (ebenfalls nach Puschkin).
Im französischen und italienischen Opernschaffen, die seit Jahrhunderten über eine etablierte Librettotradition verfügten, vollzog sich die Einführung der Literaturoper parallel zu den Diskussionen über die Möglichkeit eines Prosalibrettos. Da die italienische Tradition des Opernverses sich als besonders resistent gegenüber dem Vordringen von Librettodichtungen in Prosa erwies, konnte die Tradition der italienischen Literaturoper sich erst dank der Vertonungen der Dramen Gabriele d’Annunzios – Alberto Franchetti, La figlia di Iorio (1906), Pietro Mascagni, Parisina (1913), Riccardo Zandonai, Francesca da Rimini (1914), Ildebrando Pizzetti, Fedra (1915) – dauerhaft etablieren.
Zu den ersten Komponisten außerhalb Russlands, die Theaterstücke direkt vertonten, zählen Charles Gounod, Pietro Mascagni, Claude Debussy, Richard Strauss und Alberto Franchetti. Nach dem Zweiten Weltkrieg erlangte das Genre vor allem in Deutschland eine Blüte, und Komponisten griffen häufig auch auf historische Theaterstücke zurück. Die Produktion von Literaturopern hält bis heute an.

## Literaturopern auf Theatertexte
- Modest Mussorgski
  - Die Heirat nach Nikolai Gogols Theaterstück, 1868 (unvollendet)
  -  Boris Godunow nach Alexander Puschkins Drama, 1874
- Alexander Dargomyschski
  -  Der Steinerne Gast (Каменный гость) nach Alexander Puschkins Schauspiel Der Steinerne Gast (1830), 1872 (unvollendet)
- Charles Gounod:
  - George Dandin, nach der gleichnamigen Komödie von Molière, unvollendet (?), 1874
- Pietro Mascagni:
  - Guglielmo Ratcliff nach Heinrich Heine in der Übersetzung durch Andrea Maffei, 1895
  - Parisina nach Gabriele d’Annunzio, 1913
- Claude Debussy: Pelléas et Mélisande nach Maurice Maeterlinck, 1902
- Richard Strauss:
  - Salome nach Oscar Wilde, 1905
  - Elektra nach Hugo von Hofmannsthal, 1909
- Alberto Franchetti:
  - La figlia di Iorio nach Gabriele d’Annunzio, 1906
- Paul Dukas:
  - Ariane et Barbe-Bleue nach Maurice Maeterlinck, 1907
- Riccardo Zandonai:
  - Francesca da Rimini nach Gabriele d’Annunzio, 1914
- Ildebrando Pizzetti:
  - Gigliola nach Gabriele d’Annunzios Drama La fiaccola sotto il moggio (1914, unvollendet)
  - Fedra nach Gabriele d’Annunzio, 1915
  - La figlia di Iorio nach Gabriele d’Annunzio, 1954
  - Assassinio nella cattedrale nach Thomas Stearns Eliot in der Übersetzung von Alberto Castelli, 1958
- Alexander von Zemlinsky: Eine florentinische Tragödie nach Oscar Wilde, 1917
- Italo Montemezzi:
  - La Nave nach Gabriele d’Annunzios gleichnamigem Drama, 1918
- Domenico Alaleona:
  - Mirra  nach Vittorio Alfieri, 1920
- Sergei Prokofjew: Die Liebe zu den drei Orangen nach Carlo Gozzi, 1921
- Alban Berg:
  - Wozzeck nach Georg Büchners Woyzeck, 1925
  - Lulu nach Frank Wedekind, 1937
- Manfred Gurlitt:
  - Wozzeck nach Georg Büchners Woyzeck, 1926
  - Soldaten nach Jakob Michael Reinhold Lenz’ Schauspiel Die Soldaten, 1930
- Othmar Schoeck:
  - Penthesilea nach dem gleichnamigen Drama (1808) von Heinrich von Kleist, 1927
- Franco Alfano
  - Cyrano de Bergerac  nach dem gleichnamigen Drama von Edmond Rostand, 1936
- Francis Poulenc:
  - Les mamelles de Tirésias (Die Brüste des Tiresias) nach Guillaume Apollinaire, 1941
  - La voix humaine (Die menschliche Stimme) nach Jean Cocteau, 1958
- Carl Orff:
  - Antigonae nach Friedrich Hölderlin bzw. Sophokles, 1949
  - Oedipus der Tyrann nach Sophokles, 1959
  - Prometheus nach Aischylos, 1968
- Werner Egk:
  - Irische Legende nach The Countess Cathleen von William Butler Yeats, 1955
  - Der Revisor nach  Ревизор von Nikolai Gogol, 1957
  - Siebzehn Tage und vier Minuten nach El mayor encanto, amor von Pedro Calderón de la Barca, 1966
- Wolfgang Fortner:
  - Bluthochzeit nach Bodas de sangre von Federico García Lorca, 1957
  - In seinem Garten liebt Don Perlimplin Belisa nach Amor de don Perlimplín con Belisa en su jardín von Federico García Lorca, 1962
  - That Time nach dem gleichnamigen Drama von Samuel Beckett, 1967
- Benjamin Britten: A Midsummer Night’s Dream nach William Shakespeare, 1960
- Hans Werner Henze:
  - Das Wundertheater nach El retablo de las maravillas von Miguel de Cervantes, 1949
  - König Hirsch nach dem Märchenspiel Il ré cervo von Carlo Gozzi, 1956
  - Der Prinz von Homburg nach dem Drama Prinz Friedrich von Homburg oder die Schlacht bei Fehrbellin von Heinrich von Kleist, 1960
  - Die Bassariden nach Βάκχαι (Die Bakchen) von Euripides, 1966
- Bernd Alois Zimmermann: Die Soldaten nach dem gleichnamigen Drama von Jakob Lenz, 1965
- Gottfried von Einem:
  - Dantons Tod nach dem gleichnamigen Drama von Georg Büchner, 1947
  - Der Besuch der alten Dame nach der gleichnamigen Tragikomödie von Friedrich Dürrenmatt, 1971
  - Kabale und Liebe nach dem gleichnamigen Drama von Friedrich Schiller, 1976
- Boris Blacher:
  - Romeo und Julia nach der gleichnamigen Tragödie von William Shakespeare, 1950
  - Preußisches Märchen nach Der Hauptmann von Köpenick von Carl Zuckmayer, 1952
  - Yvonne, Prinzessin von Burgund nach Witold Gombrowicz, 1973
- Giselher Klebe:
  - Die Räuber nach dem gleichnamigen Drama von Friedrich Schiller, 1957
  - Die Ermordung Cäsars nach The Tragedy of Julius Cesar von William Shakespeare, 1959
  - Alkmene nach Amphitryon von Heinrich von Kleist, 1961
  - Figaro lässt sich scheiden nach der gleichnamigen Komödie von Ödön von Horváth, 1963
  - Jacobowsky und der Oberst nach dem gleichnamigen Bühnenstück von Franz Werfel, 1965
  - Ein wahrer Held nach The Playboy of the Western World von John Millington Synge, 1975
  - Das Mädchen von Domrémy nach Die Jungfrau von Orleans von Friedrich Schiller, 1976
  - Der jüngste Tag nach dem gleichnamigen Theaterstück von Ödön von Horváth, 1980
- Hugo Weisgall:
  - Six Characters in Search of an Author nach dem Drama Sei personaggi in cerca d’autore von Luigi Pirandello, 1959
- Sylvano Bussotti
  - Lorenzaccio nach dem Drama Lorenzaccio von Alfred de Musset, 1972
  - Le Racine nach dem Drama Phèdre von Jean Racine, 1980
  - Fedra nach dem Drama Phèdre von Jean Racine, 1988
- Aribert Reimann:
  - Ein Traumspiel nach August Strindbergs Ett drömspel, 1964
  - Melusine nach Yvan Goll, 1970
  - Lear nach William Shakespeares King Lear, 1978
  - Die Gespenstersonate nach August Strindbergs Spöksonaten, 1983
  - Troades nach Die Troerinnen des Euripides von Franz Werfel, 1985
  - Das Schloss nach Franz Kafkas gleichnamigem Roman und der Dramatisierung von Max Brod, 1991
  - Bernarda Albas Haus nach Federico García Lorcas gleichnamigem Drama, 2000
  - Medea nach dem gleichnamigen dritten Teil von Franz Grillparzers Das goldene Vlies, 2009
  - L’invisible (nach Maurice Maeterlincks Dramen L'intruse, L’intérieur und La mort de Tintagiles), 2017
- Wolfgang Rihm:
  - Faust und Yorick nach Jean Tardieu, 1977
- Walter Steffens:
  - Eli nach dem Mysterienspiel von Nelly Sachs, 1967
  - Unter dem Milchwald nach Under Milk Wood von Dylan Thomas, 1973
- Adriana Hölszky:
  - Bremer Freiheit nach Rainer Werner Fassbinder, 1988
  - Die Wände nach Jean Genets Les paravents, 1995
- Krzysztof Penderecki: Ubu Rex nach Alfred Jarrys Drama König Ubu, 1991
- Michael Denhoff: Der Pelikan nach August Strindberg, 1992
- Manfred Trojahn:
  - Enrico nach dem Drama Enrico IV von Luigi Pirandello, 1991
  - Was ihr wollt nach Shakespeares Twelfth Night or What you will, 1998
  - Orest nach dem Drama Orestes von Euripides, 2011

## Literaturopern nach Romanen und Erzählungen
- Frederick Delius: Romeo und Julia auf dem Dorfe nach Gottfried Keller, 1907
- Leoš Janáček:
  - Kaťa Kabanová (Katja Kabanowa) nach Alexander Nikolajewitsch Ostrowskis Das Gewitter, 1921
  - Z mrtvého domu (Aus einem Totenhaus) nach Dostojewskis Записки из Мертвого дома (Aufzeichnungen aus einem Totenhaus), 1930
- Dmitri Schostakowitsch:
  - Нос (Die Nase) nach Nikolai Gogol
  - Леди Макбет Мценского уезда (Lady Macbeth von Mzensk) nach Nikolai Semjonowitsch Leskow, 1934
- Benjamin Britten:
  - Billy Budd nach Herman Melville, 1951
  - Death in Venice nach Thomas Manns Erzählung Der Tod in Venedig, 1973
- Gottfried von Einem: Der Prozess nach dem gleichnamigen Roman von Franz Kafka, 1953
- Giselher Klebe:
  - Die tödlichen Wünsche nach dem Roman La peau de chagrin von Honoré de Balzac, 1959
  - Das Märchen von der schönen Lilie nach Goethes Märchen, 1969
- Werner Egk: Die Verlobung in San Domingo nach der Novelle Die Verlobung in St. Domingo von Heinrich von Kleist, 1963
- Boris Blacher:
  - Das Geheimnis des entwendeten Briefes nach der Erzählung The Purloined Letter von Edgar Allan Poe, 1975
  - Die Flut nach einer Erzählung von Guy de Maupassant, 1947
- Hans Werner Henze:
  - Ein Landarzt, Funkoper nach Franz Kafka, 1951
  - Boulevard Solitude nach dem Roman Histoire du Chevalier Des Grieux et de Manon Lescaut des Abbé Prévost, 1952
  - Der junge Lord nach der Parabel Der Affe als Mensch von Wilhelm Hauff, 1965
  - Pollicino nach Charles Perrault, 1980
  - Das verratene Meer nach Yukio Mishimas 午後の曳航 (Gogo no Eiko), 1986–89
- Wolfgang Rihm: Jakob Lenz nach der Erzählung Lenz von Georg Büchner, 1979
- Aribert Reimann: Das Schloss nach Franz Kafkas gleichnamigem Roman und der Dramatisierung von Max Brod, 1991
- Hans Zender: Don Quijote de la Mancha nach Miguel de Cervantes, 1993
- Heinz Holliger: Schneewittchen nach Robert Walser, 1998